# Capitaine Bada
Capitaine Bada est la première pièce écrite par le dramaturge bordelais Jean Vauthier. La rédaction de la pièce est terminée en 1949, mais elle a été jouée pour la première fois le 10 janvier 1952, au Théâtre de Poche de Paris. La mise en scène est de Catherine Toth et d'André Reybaz qui joue également le rôle masculin, Bada. Initialement confiée à Gérard Philipe, Vauthier la lui retire à la suite d'un différend esthétique. Philipe souhaitait intégrer le rôle d'un récitant qui aurait joué ou au moins lu les nombreuses didascalies. Ces dernières se distinguent généralement par un traitement poétique, ce qui les rend difficilement jouables pour les comédiens. Vauthier refuse cet arrangement qui, selon lui, aurait "démol[i] la construction intime de [s]a pièce." 
En 1964, la rencontre avec Marcel Maréchal a lieu : les deux hommes ne se quitteront plus et il s'ensuit une collaboration jusqu'à la mort de Vauthier. C'est Maréchal qui récupère non seulement la pièce, mais aussi le rôle de Bada, qu'il a joué pour la dernière fois en 1986 à la Criée.

## Argument de la pièce
La pièce se découpe en trois actes avec une séparation en deux parties pour les actes deux et trois. Un entracte de quinze minutes a été prévu par l'auteur, puisque, jouée intégralement, la pièce dure pratiquement trois heures durant lesquelles essentiellement deux personnages se partagent la scène. 
L'acte I voit Bada priant Dieu sur un escabeau jusqu'à ce qu'il soit interrompu par Alice, avec qui il s'était fiancé et qui vient rappeler à son fiancé ses engagements.  Bada refuse d'abord l'union avec Alice, car il veut se marier avec Dieu et veut devenir un grand auteur. Cependant, il se laisse convaincre et se marie avec entrain. 
A l'acte II, Alice regrette son mariage alors qu'il vient seulement d'être prononcé. Elle tente de fuir, mais Bada la poursuit jusqu'à lui faire entendre raison, non sans la malmener physiquement et verbalement. De l'ambition de Bada de devenir un grand auteur, il ne reste que la velléité de se mettre au travail.
L'acte III montre le couple après vingt-sept ans de vie commune sans que Bada n'ait réellement écrit une ligne de son ouvrage devant comporter 18.000 pages selon son ambition. Les disputes et accalmies s'enchaînent jusqu'à la mortelle chute de Bada du haut d'une armoire. Arrive un mystérieux employé des pompes funèbres venu annoncer à Bada qu'il fallait qu'il le suive jusqu'au paradis des artistes. Bada suit ce dernier personnage à bord d'une nacelle fonctionnant grâce à la salive des anges. C'est Alice qui clôt la pièce avec un monologue louant la vie de son mari. 

## Mises en scène françaises
La pièce a été jouée dans de nombreux pays d'Europe : Allemagne, Italie, Pays-Bas et Belgique notamment. En France, elle connaît quatre grandes mises en scène :
- 1952 : mise en scène d'André Reybaz et Catherine Toth, Théâtre de Poche (Paris)

Alice : Liliane Maigné
Bada : André Reybaz
L'employé des pompes funèbres : Christian Delmas

- 1966 : mise en scène de Marcel Maréchal, Théâtre du Cothurne (Lyon)

Alice : Luce Mélite
Bada : Marcel Maréchal

- 1986 : mise en scène de Marcel Maréchal, La Criée (Marseille)

Alice : Martine Pascal
Bada : Marcel Maréchal
L'employé des pompes funèbres : Alain Crassas / Jacques Angéniol 

- 2002 : mise en scène de Jean-Louis Thamin, Manufacture de Chaussures (Bordeaux)

Alice : Laure Calamy
Bada : Laurent Rogero
L'employé des pompes funèbres : Stéphane Nzogue-Obiang